# NGC 7079
NGC 7079 é uma galáxia lenticular (SB0) localizada na direcção da constelação de Grus. Possui uma declinação de -44° 04' 03" e uma ascensão recta de 21 horas, 32 minutos e 35,0 segundos.
A galáxia NGC 7079 foi descoberta em 6 de Setembro de 1834 por John Herschel.